# بيت الذهب (فلم)
بيت الذهب وقد يُعرف أيضًا باسمِ البيت الذهبي (بالإنجليزية: House of Gold) هو فيلم كوميدي نيجيري غاني صدر عام 2013 من إنتاج إيفون نيلسون وإخراج باسكال أمانفو ومن بطولة مجيد ميشيل، إيفون نيلسون، أوماومي ميغبيلي، ميرسي تشينو ، أيس برنس، إدي واتسون وفرانسيس أوديغا.
يروي الفيلم قصّة رجل الأعمال دان أنسا ويليامز الذي يحتضرُ بسبب السرطان وقيل له إن أمامه ستة أسابيع للعيش. يتخذ قرارًا بمساعدة محاميه لاستدعاء جميع أطفاله – وُلد معظمهم خارج إطار الزواج للعودة إلى الوطن. يُؤدّي اتحاد العائلة من جديدٍ لحصولِ الكثير من المفاجآت حيث يعود كل طفل بأجندة مُعيّنة وهو ما يُعطي نتائج مرحة.
صدر الفيلمُ في غانا في الثاني عشر من نيسان/أبريل 2013 كما صدر في نيجيريا في التاسع عشر من تمّوز/يوليو 2013. قُوبل الفيلم بمراجعاتٍ نقديةٍ سلبيةٍ بشكل عام إلا أنه تلقى عدّة ترشيحات في جوائز أكاديمية الأيقونات الذهبية عام 2013 وجوائز الأفلام الغانية لنفس العام فضلًا عن جوائز اختيار مشاهدي إفريقيا ماجيك لعام 2014 وكذا جوائز أكاديمية زولو للسينما الأفريقية ففازَ بستِّ جوائزٍ منها: أفضل فيلم، أفضل مخرج، أفضل ممثل في دور ثانويّ، أفضل ممثلة في دور ثانوي وأفضل تصوير سينمائي.

## طاقم التمثيل
| - مجيد ميشيل في دور فريدي دان أنساه - إيفون نيلسون في دور تيمارا دان أنساه - أوماوامي ماغبيلي في دور نينا دان أنساه - عمر كروب في دور بيتر دان أنساه - إدي واتسون في دور سام | - فرانسيس أوديجا في دور جون بوسكو - لاكي لوسون في دور ميتشل دان أنساه - أمانوربيا دودو في دور المحامي باولا - ميرسي شينوو في دور لوسيا | - أيس برنس في دور توني - حلم ديبو في دور يهوذا - مارلون ميف في دور جمال دان أنساه - إيميفال أتسي في دور ياسمين - باسكال أمانفو في دور كليفورد دان أنساه |

## الإفراج
أُصدر الفيديو الترويجي للفيلمِ على موقع يوتيوب في الرابع من آذار/مارس 2013، ثمّ عُرض الفيلم لأول مرة في غانا في الثاني عشر من نيسان/أبريل 2013، وفي نيجيريا في التاسع عشر من تموز/يوليو 2013. صدر الفيلمُ على قرص دي في دي بعنوان الأسرة المُهروِلة (بالإنجليزية: Family Runs) في تشرين الثاني/نوفمبر 2013 من قِبل هنكريزم ميلتميديا كونسيبت (بالإنجليزية: Henrikesim Multimedia Concept).

## الاستقبال

### شباك التذاكر
حقَّقَ فيلمُ بيت الذهب ما مجموعه 15،454،401 في دور السينما النيجيرية مُحتلًّا بذلك المركز الثالث في شباك التذاكر في نيجيريا وقتَ صدور الفيلم.

### الاستقبال النقدي
قُوبل الفيلم بشكلٍ عامٍ بمراجعاتٍ سلبيةٍ؛ حيثُ قيَّمَ موقعُ نوليود ريفينتد (بالإنجليزية: Nollywood Reinvented) الفيلم بنسبة 28% فقط مشيرًا إلى أن «السرد يأخذُ بعض الوقت للتعود عليه ... بيت الذهب ليسَ شيئًا مذهلًا لكنه يحتوي على الأقل على بعضِ المشاهد الهزليّة.» بينما علَّق موقع السودا وبوبكرن (بالإنجليزية: Sodas and Popcorn) بالقول: «بيت الذهب بدأ بإمكانيات كبيرة ولكن انتهى به الأمر بطريقة ما بالذهاب في آخر رحلة إلى أبوجا ثمّ تحطَّم بعد وقتٍ قصيرٍ من الإقلاع» مُعطيًت الفيلم نجمتينِ من أصل خمسة مُختتمًا مراجعتهُ بالقول: «كان الفيلمُ مضحكًا بالفعل لكنّه مكتوبٌ بشكلٍ سيء.»
انتقد الناقد السينمائي ويلفريد أوكيتشي من موقع يا نايجا (بالإنجليزية: YNaija) الفيلم قائلاً: «الحبكة مُكرَّرة والسيناريو ضعيف والشخصيات تأتي وتذهب في ضبابية كارثية ... كلُّ شيءٍ تقريبًا معمولٌ ببطريقة سيئة.» لكنّ ويلفريد أشادَ بأداء فرانسيس أوديجا وخلُص إلى أنّ: «إيفون نيلسون ومجيد (أو ماجد) ميشيل لا يستطيعان إنقاذ هذا البيت الذهبي من الغرق.»
قدمت أمياو ديبره من أفريقيا ماجيك (بالإنجليزية: Africa Magic) مراجعةً مختلطةً وخلُصت إلى أنّ «فيلم بيت الذهب يضمُّ الكثير من لحظات الضحك الجيدة التي تُعوِّض عن التمثيل غير المثير للإعجاب والقصة المُتقلِّبة ... يبقى فيلمًا جيدًا لمشاهدته مع العائلة أو مع الأصدقاء.» وأعطى الناقد إيف دوغيدجي من موقع 360 نوبس (بالإنجليزية: 360Nobs) ثلاث نجومٍ ونصف من أصل عشرة (3.5/10) وخلُص إلى أن «الفيلمَ كان سيّئًا من حيثُ جودة الإنتاج وما بعد الإنتاج والبرمجة النصيّة وهو أمر يختلفُ تمامًا عن الفريق الذي أشرفَ على فيلمِ أعزب ومتزوج معًا.» فيما علَّقت آدا آرينز من نيجيريا كونيكت (بالإنجليزية: Connect Nigeria): «الفيلمُ جيدٌ في لحظاتهِ الأولى لكنه يتحول مع مرور الوقتِ إلى فيلمٍ مملٍ ومتوقّع.»

### الجوائز
حصل الفيلمُ على ثمانية ترشيحات في حفل توزيع جوائز أكاديمية الأيقونات الذهبية عام 2013، وأحد عشر ترشيحًا في حفل توزيع جوائز غانا للأفلام لعام 2013، وترشيحًا واحدًا في حفل توزيع جوائز أفريقيا ماجيك لعام 2014 وأحد عشر ترشيحات أيضًا في جوائز أكاديمية زولو للسينما الأفريقية لعام 2013. فاز بستّةِ جوائزٍ في الأخير وهي: أفضل فيلم، أفضل مخرج، أفضل ممثل في دور ثانوي (فرانسيس أوديجا)، أفضل ممثلة في دور ثانوي (أوماومي ميغبيلي)، أفضل تصميمٍ للأزياء وأفضل تصوير سينمائي.
| الجائزة                                        | الفئة                              | المُرشَّح/ة                   | النتيجة |
| ---------------------------------------------- | ---------------------------------- | -------------------------- | ------- |
| جوائز أكاديميّة الأيقونات الذهبية لعام 2013     | أفضل مخرج                          | باسكال أمانفو              | رُشِّح     |
| جوائز أكاديميّة الأيقونات الذهبية لعام 2013     | أفضلُ فيلمٍ درامي                    | باسكال أمانفو              | رُشِّح     |
| جوائز أكاديميّة الأيقونات الذهبية لعام 2013     | أفضل فيلمٍ كوميدي                   | باسكال أمانفو              | رُشِّح     |
| جوائز أكاديميّة الأيقونات الذهبية لعام 2013     | أفضل تصميمٍ للأزياء                 |                            | رُشِّح     |
| جوائز أكاديميّة الأيقونات الذهبية لعام 2013     | أفضل ممثلة صاعدة/واعدة             | أوماوامي ميجبيلي           | رُشِّح     |
| جوائز أكاديميّة الأيقونات الذهبية لعام 2013     | أفضل ممثل صاعد/واعد                | عمر كروب                   | رُشِّح     |
| جوائز أكاديميّة الأيقونات الذهبية لعام 2013     | أفضل ممثل في دور ثانويّ             | فرانسيس أوديجا             | رُشِّح     |
| جوائز أكاديميّة الأيقونات الذهبية لعام 2013     | أفضل سيناريو أصلي                  | باسكال أمانفو              | رُشِّح     |
| جوائز فيلم غانا لعام 2013                      | أفضل صورة                          | باسكال أمانفو              | رُشِّح     |
| جوائز فيلم غانا لعام 2013                      | أفضل كتابة (سيناريو مقتبس أو أصلي) | باسكال أمانفو              | رُشِّح     |
| جوائز فيلم غانا لعام 2013                      | أفضل موسيقى تصويرية                | بيرني إنتي                 | رُشِّح     |
| جوائز فيلم غانا لعام 2013                      | أفضل إنتاج                         |                            | رُشِّح     |
| جوائز فيلم غانا لعام 2013                      | أفضل مونتاج                        | أوكي بنسون                 | رُشِّح     |
| جوائز فيلم غانا لعام 2013                      | أفضل موسيقى (الأغنية الأصلية)      | بيرني أنتي وميرسي تشينو    | رُشِّح     |
| جوائز فيلم غانا لعام 2013                      | أفضل مكياج وتصفيفِ شعر              | جويس منساه                 | رُشِّح     |
| جوائز فيلم غانا لعام 2013                      | أفضل تعاون أفريقي - أفضل ممثل      | فرانسيس أوديجا             | رُشِّح     |
| جوائز فيلم غانا لعام 2013                      | أفضل تعاون أفريقي - أفضل ممثلة     | أوماوامي ميجبيلي           | رُشِّح     |
| جوائز فيلم غانا لعام 2013                      | أفضل خلط وتحرير للصوت              | بيرني إنتي                 | رُشِّح     |
| جوائز فيلم غانا لعام 2013                      | أفضل ممثل في دور ثانويّ             | هنري أدوفو أسيدو           | رُشِّح     |
| جوائز أفريقيا ماجيك لعام 2014                  | أفضل ممثل في فيلمٍ درام             | مجيد ميشيل                 | رُشِّح     |
| جوائز أكاديمية زولو للسينما الأفريقية عام 2013 | أفضل صورة                          | باسكال أمانفو              | فوز     |
| جوائز أكاديمية زولو للسينما الأفريقية عام 2013 | أفضل مخرج                          | باسكال أمانفو              | فوز     |
| جوائز أكاديمية زولو للسينما الأفريقية عام 2013 | أفضل ممثلة                         | إيفون نيلسون               | رُشِّح     |
| جوائز أكاديمية زولو للسينما الأفريقية عام 2013 | أفضل ممثل في دور ثانوي             | فرانسيس أوديجا             | فوز     |
| جوائز أكاديمية زولو للسينما الأفريقية عام 2013 | أفضل ممثلة في دور ثانوي            | أوماوامي ميجبيلي           | فوز     |
| جوائز أكاديمية زولو للسينما الأفريقية عام 2013 | أفضل ممثل ضيف                      | هنري أدو أسيدو وميرسي تشيو | رُشِّح     |
| جوائز أكاديمية زولو للسينما الأفريقية عام 2013 | أفضل أداءٍ للأطفال                  | ليزا أسور أووكو            | رُشِّح     |
| جوائز أكاديمية زولو للسينما الأفريقية عام 2013 | أفضل تصميمٍ للزي                    |                            | فوز     |
| جوائز أكاديمية زولو للسينما الأفريقية عام 2013 | أفضل سيناريو                       | باسكال أمانفو              | رُشِّح     |
| جوائز أكاديمية زولو للسينما الأفريقية عام 2013 | أفضل تصوير سينمائي                 |                            | فوز     |
| جوائز أكاديمية زولو للسينما الأفريقية عام 2013 | أفضل صوت                           |                            | رُشِّح     |